# Машина
Машина (на старогръцки: Μηχανή; на латински: machina(-ae, f.)) е сложен механизъм или съчетание от механизми, който изпълнява механични движения за преобразуване на енергия и материали, за извършване на работа, за събиране, предаване, съхранение, обработка и използване на информация. Чрез машината се облекчава, механизира и автоматизира физическият и интелектуалният труд на човека и се повишава неговата производителност.

## Етимология
В българския език думата машина е навлязла или през немски – Maschine, или през руски – машина. В европейските езици думата идва от латинската māchina, която е от дорийската старогръцка μαχανά, от μηχανή.

## История
Простите механизми се използват от хората от праисторически времена. Те променят големината и посоката на приложена сила. Такива механизми са най-простият начин за прилагане на ефекта на „силата на лоста“, за да се увеличи приложената сила 
Това са елементарните „тухли“ от които се строят по-сложните машини. Историята на изучаването им датира още от Архимед, който е изучавал лоста, макарата и винта. По-късно Ренесансовите учени добавят към тях още няколко: колело и ос, наклонена равнина и клин

По-сложни машини, използващи силата на човека, животинска тяга или задвижвани от силата на водата и вятъра датират от античността. Човешката сила е задвижвала лебедки и макари, понякога с помощта на въжета. При военни действия са били използвани обсадни машини – например обсадна кула. Към 1 век се е използвала животинска тяга в мелници и воденици.

## Видове
В зависимост от основната цел на преобразуването се разграничават три вида машини: енергетични (двигателни или трансформиращи), работни (транспортни или технологични) и информационни.
Енергетичните машини са предназначени за преобразуване на всякакъв вид енергия в механична енергия, и се наричат двигатели. Това са например електродвигатели, двигатели с вътрешно горене, турбини, компресори, парна машина. Разпространени са и електрогенераторите.
Работната машина превръща механичната енергия в полезна работа. Работните машини се разделят на технологични и транспортни. В технологичните машини обработваният материал може да бъдат в твърдо, течно или газообразно състояние. Целта на трансформацията на материала в тези машини е да се промени формата, свойствата, състоянието или местоположението му. В транспортните машини материалът е пренасяният обект, като превръщането му се състои в промяна на неговото положение. Към технологичните машини се отнасят металорежещите машини, валцуващите машини (прокатни станове), опаковащите машини, печатарски машини. Към транспортните машини се отнасят транспортните средства – автомобили, локомотиви, самолети, хеликоптери, елеватори, конвейери.
Информационните машини са предназначени за преобразуване на информация. Ако информацията е представена под формата на числа, машината се нарича сметачна или изчислителна, като например аритмометър, механичен интегратор, механична сметачна машина. Чарлз Бабидж е конструирал машина за изчисление на логаритми и други функции през 1837 г. Неговата машина Difference engine е първият механичен калкулатор и се счита за предшественик на днешните компютри. Но те, макар и известни в началото на разработването им като електронно-изчислителни машини, строго погледнато не са машини, тъй като в тях механичните движения се изпълняват само при спомагателни дейности, но името е запазено поради историческата приемственост от сметачните машини.
Машина, в която всички трансформации на енергия, материали, информация, се извършват без пряка намеса на човека, се нарича машина-автомат, или просто автомат. Наборът от автомати, свързани в серия един с друг и предназначени да изпълняват специфични процеси, образува автоматизирана линия.

### Двигатели
Първата парна машина е построена през 17 век от Дени Папен и представлявала цилиндър с лост, който се издига под действието на парата, а после се спуска под атмосферното налягане след сгъстяването на отработената пара. Окончателни усъвършенствания в парната машина били направени от Джеймс Уат през 1769 г. Парната турбина е изобретена от сър Чарлз Парсънс през 1884 г. Турбината постепенно бива усъвършенствана и заедно с двигателя с вътрешно горене през ХХ век постепенно изместват парната машина поради по-високия си коефициент на полезно действие (КПД).
Двигател с вътрешно горене е изпробван за първи път във Франция през 1807 от Исак де Риваз който направил автомобил с двигател, движен от възпламеняващ се въглищен газ. Първият истински тритактов двигател с вътрешно горене и водно охлаждане е дело на Барзанти и Маточи, а след изобретяването на цикъла на Ото от Николаус Ото през 1877 става ясно, че този тип двигатели има много предимства пред парните двигатели. През 1877 г. Ото и фабриката за газови двигатели Дойц патентоват четиритактовия процес. През 1884 г. той въвежда и електрическото запалване на двигателите. След това нововъведение става възможно използването и на течни горива и настъпва ерата на автомобила.

### Работни машини
Машините играят основна роля за настъпването на индустриалната революция. В началото на 18 в. английската текстилна промишленост разчита на домашно произведени суровини и то основно вълна, тъй като изготвянето на нишки от лен и памук изисква по-съвършена обработка и тези платове се внасят от чужбина. През втората половина на века се появяват текстилните манифактури, в които работата се механизира и след появата на предачната машина през (1768), патентована от Ричард Аркрайт и механизирания тъкачен стан на Едмънд Картрайт (1784) израстват и първите текстилни фабрики. Отначало машините са задвижвани с животинска тяга или водни колела. Към 1780 г. в Англия има 20, а след още 10 години – 150 предачни фабрики и на много от тях работят по 700 – 800 души.
След това водното колело бива заменено от парния двигател. В периода от 1775 до 1800 г. заводите на Уат и Болтън произвеждат 84 парни машини за памучни фабрики и 9 машини – за фабрики, преработващи вълна.
Развитието на машиностроенето е невъзможно без подходящи обработващи машини. Те са предназначени за изработване на отделните части (компоненти) и са задвижвани с електричество, хидравлика или с трансмисия. Отначало при изработката на частите се използва дърво и кожа, но скоро те биват заменени от метал. При обработката му се използва натрупаният опит в изработване на механични части от майсторите на часовници и научни инструменти. Механичните части на ранните текстилни машини понякога се наричат „часовникарски“, защото съдържат метални шпиндели и предавки. Растящото производство привлича такива майстори и така се поставят основите на съвременното машиностроене.
Освен струговете, първата голяма металообработваща машина е цилиндрична бормашина, използвана за пробиване на цилиндри с голям диаметър за първите парни двигатели.

### Информационни машини
Най-старата програмируема машина (чието поведение може да се контролира от програма) е програмният хуманоиден робот на Ал Джазари от 1206 г. Това е механизирана лодка с четирима автоматични музиканти, която се носи по езерото и забавлява гостите по време на кралските балове. Неговият механизъм включва програмируеми барабани с ключе, захванати на малка ръчка, които отмерват ритъма. Барабанистът е можел да изпълнява различни ритми в зависимост от положението на ключето.
Често за образец на ранно машинно програмиране е считан станът за жакардови тъкани, създаден през 1801 г. В тази машина се използвали картонени карти с дупки по тях (предшественици на перфокартите), като дупките определят десена и шарките на тъканта. Така в зависимост от картите станът можел да произвежда напълно различни тъкани (платове). Такива карти е използвал и Чарлз Бабидж през 1830 г., за да управлява своята сметачна машина. Тук отворите се използват за контрол на машината.

## Машинни елементи
Машините се състоят от машинни елементи. Те се разделят на механизми, които контролират движението по различни начини и структурни компоненти като рама и крепежни елементи. Съвременните машини съдържат също сензори, активатори и компютърни контролери. Формата, видът и цветът на корпусите на машините са обект на промишления дизайн.

### Механизми
Механизмите контролират движението по различни начини. Най-общо механизмите се класифицират като предавки, трансмисии, валове, спирачки, съединители и свързващи механизми, макар че има и други видове като спирачка и предавателна кутия.

### Контролери
Контролерите съчетават сензори, логика и изпълнителни устройства (на английски: actuators) за да може компонентите на машината да изпълнят предназначението си. Може би най-известният е този на парната машина, наречен центробежен регулатор (на английски: centrifugal governor). Други примери са релето и термостатът, който при определена температура задействува някакъв клапан (например в охладителната система на автомобила). В компютрите се използват програмируеми логически контролери. Сервомоторите, които прецизно позиционират даден вал вследствие на електрическа команда са друг пример, като те правят възможно развитието на роботите.

## Класификация
Съществуват най-различни типове класификация на машините. Например според вида на задвижването, основния вид движение и вида на рамата (шасито) може да се направи следната класификация:
| Двигател или източник на енергия                       | Основно движение                       | Вид на рамата          |
| ------------------------------------------------------ | -------------------------------------- | ---------------------- |
| - ръчни машини - електрически - хидравлични - топлинни | - въртящи се - алтернатори - реактивни | - фиксирана - подвижна |

Например двигателят с вътрешно горене е топлинна машина, която преобразува топлинната енергия в механична. Центробежната помпа е хидравлична машина, която трансформира механична енергия, а динамото е електрическа машина, която преобразува механичната енергия в електрическа.
Друга възможна класификация е според обработвания предмет: машини за обработка на материали, на енергия, на информация.